# فالکلند شرقی
فالکلند شرقی (اسپانیایی: Isla Soledad) (انگلیسی: East Falkland) بزرگ‌ترین جزیرهٔ جزایر فالکلند در اقیانوس اطلس جنوبی است که مساحتی برابر با ۶٬۶۰۵ کیلومتر مربع (۲٬۵۵۰ مایل مربع) دارد و ۵۴٪ از کل مساحت فالکلندها را تشکیل می‌دهد. این جزیره شامل دو تودهٔ خشکی اصلی است که تودهٔ جنوبی‌تر با نام لافونیا شناخته می‌شود؛ این دو بخش از طریق یک باریکه خشکی باریک به هم متصل‌اند که گوس گرین در آن قرار دارد. این ناحیه، صحنهٔ نبرد گوس گرین در جریان جنگ فالکلند بود.
دو مرکز اصلی جمعیت در فالکلند، استنلی (جزایر فالکلند) و فرودگاه نیروی هوایی سلطنتی ماونت پلزنت هستند که هر دو در نیمهٔ شمالی فالکلند شرقی واقع‌اند و سه‌چهارم جمعیت جزیره را در خود جای داده‌اند.

## جغرافیا
فالکلند شرقی با مساحت ۶٬۶۰۵ کیلومتر مربع (۲٬۵۵۰ مایل مربع)، کمی بیش از نیمی از مساحت کل مجمع‌الجزایر را شامل می‌شود و از دو تودهٔ خشکی تقریباً برابر تشکیل شده است. این جزیره به‌وسیلهٔ دو آبدرهٔ عمیق، آب‌درهٔ شویزل و برنتون لاک–آب‌درهٔ گرانتام، تقریباً به دو نیم تقسیم شده است. این دو آبدره با یک باریکه خشکی به عرض ۲٫۲ کیلومتر (۱٫۴ مایل) از یکدیگر جدا می‌شوند و این باریکه، لافونیا را در جنوب به بخش شمالی جزیره وصل می‌کند. خط ساحلی جزیره، با طول ۱٬۶۷۰-کیلومتر (۱٬۰۴۰-مایل)، دارای خلیج‌ها، بریدگی‌ها و دماغه‌های فراوان است.
بخش شمالی جزیره، به‌جز نوار ساحلی مجاور آب‌درهٔ شویزل، عمدتاً از سنگ‌های دیرینه‌زیستی از نوع کوارتزیت و سنگ لوح تشکیل شده است که موجب پدید آمدن چشم‌اندازهای ناهموار و خاک فقیر و اسیدی می‌شوند. رشته‌کوه اصلی جزیره، ارتفاعات ویکهام، با بلندی ۶۰۰ متر (۲٬۰۰۰ فوت)، از شرق به غرب کشیده شده است. بلندترین نقطهٔ این رشته‌کوه و همچنین بلندترین نقطهٔ کل فالکلند، کوه آسبرن با بلندی ۷۰۵ متر (۲٬۳۱۳ فوت) است. منطقهٔ خارج از این ارتفاعات عمدتاً زمین‌های کم‌ارتفاع و موج‌دار است که ترکیبی از چراگاه و مرداب را تشکیل می‌دهد، با دریاچه‌های کم‌عمق آب شیرین و جویبارهایی که در دره‌ها جریان دارند. در شمال‌شرقی جزیره، دو آب‌درهٔ برکلی ساوند و پورت ویلیام تا ژرفای خشکی پیش می‌روند و برای کشتی‌ها لنگرگاه فراهم می‌کنند.
در مقابل، لافونیا بر روی سنگ‌های میانه‌زیستی (به‌ویژه ماسه‌سنگ) قرار گرفته که سنگ‌هایی جوان‌تر از سنگ‌های دیرینه‌زیستی شمال هستند و مناظر هموارتر و کم‌فرازونشیب‌تری ایجاد می‌کنند.
دیگر چشم‌اندازهای مهم جزیره عبارت‌اند از کوه سیمون، جریان‌های سنگی، خلنگزار و خلاش. کوف کولی به‌عنوان یک منطقهٔ زیبای طبیعی شناخته می‌شود.

## جمعیت و زیرساخت

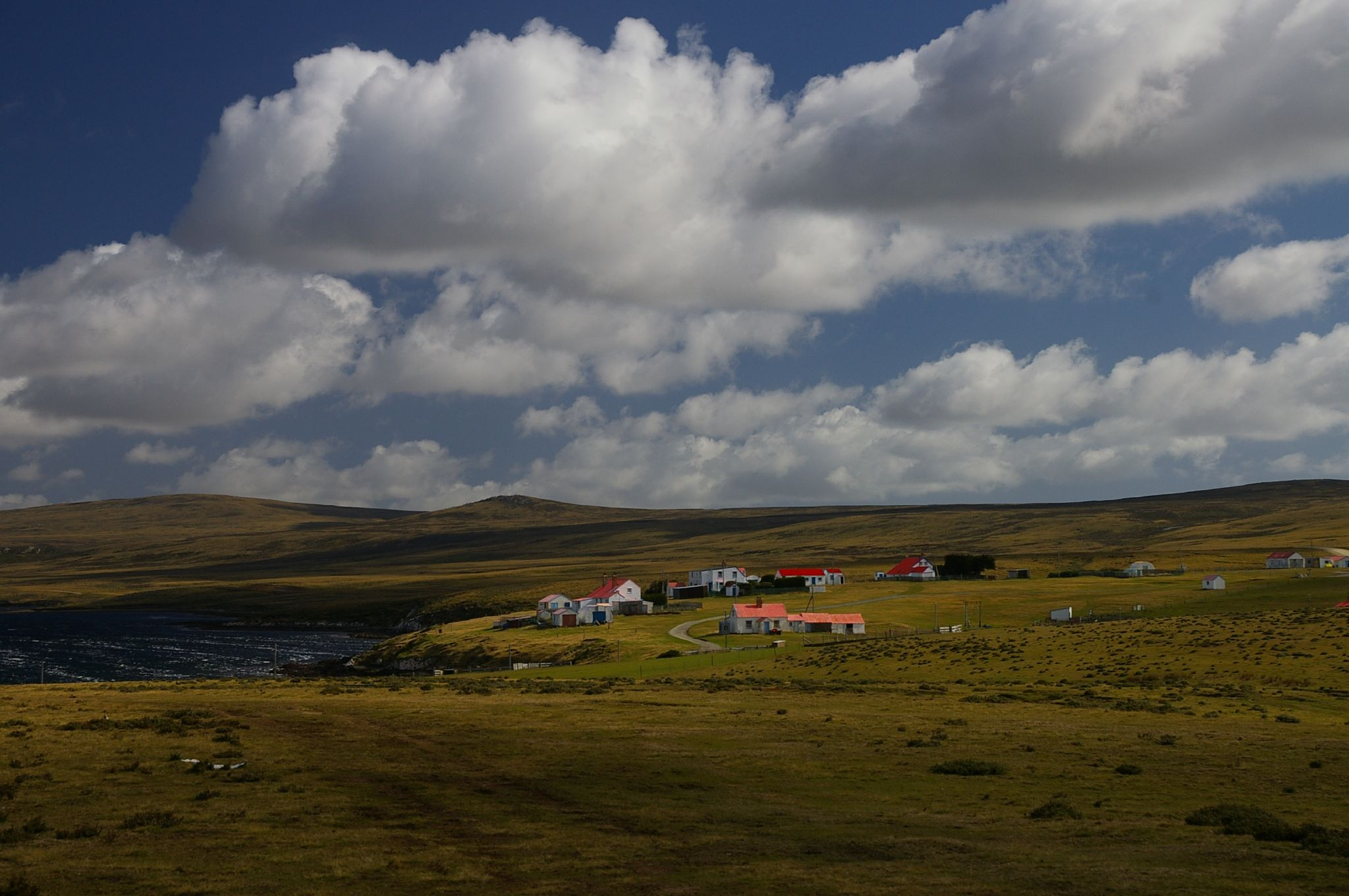
سکونتگاه بندر جانسون.

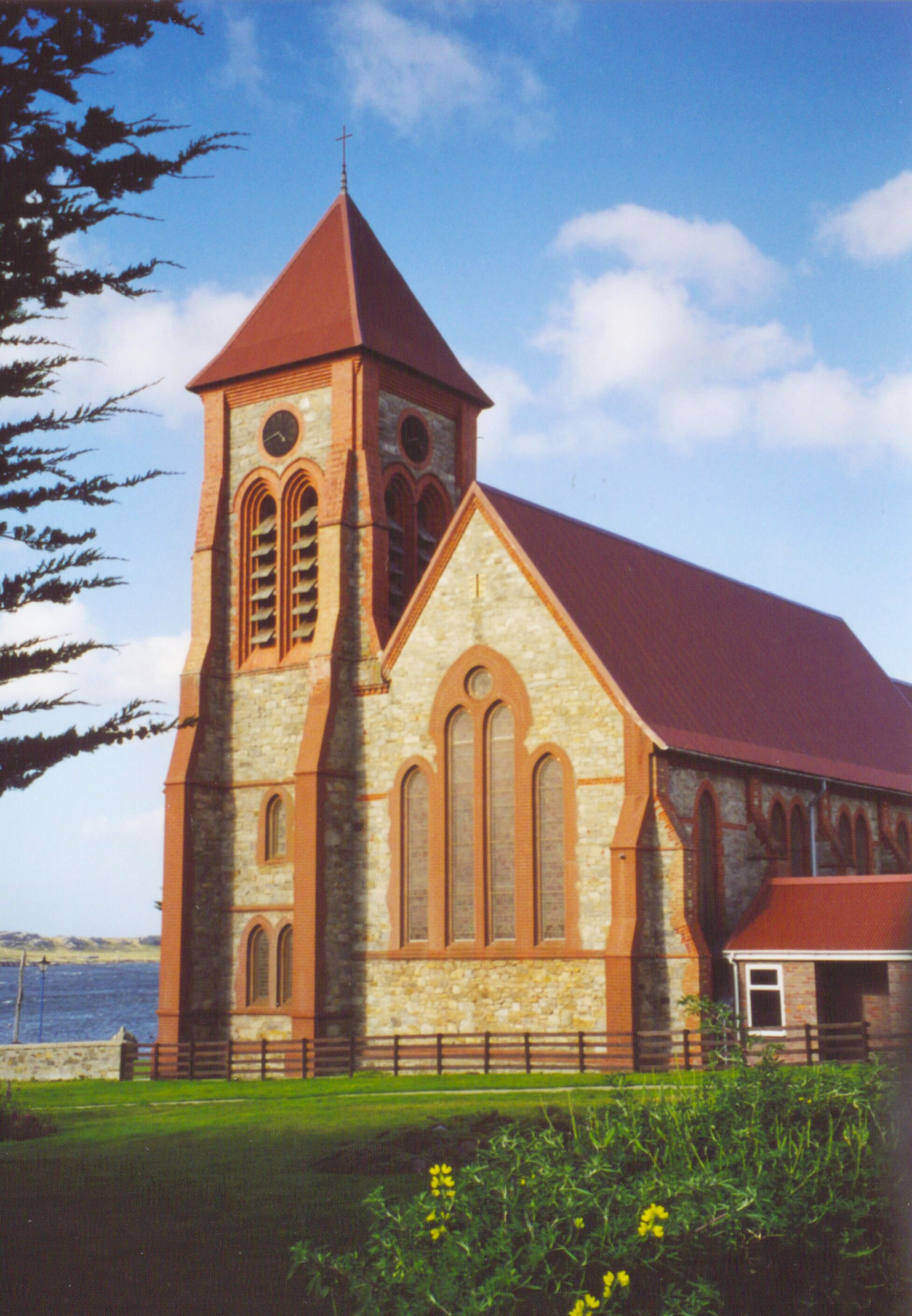
کلیسای جامع کریست چرچ (جزایر فالکلند) در استنلی

استنلی (جزایر فالکلند), پایتخت جزایر و بندر اصلی، در فالکلند شرقی قرار دارد. کلیسای جامع کریست چرچ (جزایر فالکلند), کلیسای انگلیکان منطقه نیز در استنلی واقع شده است.
بندر لویی، که در انتهای آب‌درهٔ برکلی واقع است، زمانی مقر دولت بود. با این حال، لنگرگاه آن بیش‌ازحد در معرض باد و امواج بود و در حدود سال ۱۸۴۴، شهری در کنار بندرگاه استنلی ساخته شد که فرورفتگیِ محافظت‌شده‌ای در درون پورت ویلیام است.
سایر سکونتگاه‌ها شامل بندر لویی، داروین (جزایر فالکلند), پورت سن کارلوس، سن کارلوس (جزایر فالکلند), سالوادور (جزایر فالکلند), بندر جانسون، فیتزروی (جزایر فالکلند), مار هاربر و گوس گرین هستند.
فالکلند شرقی همچنین دارای دو فرودگاه با باند آسفالته است: فرودگاه پورت استنلی و فرودگاه نیروی هوایی سلطنتی ماونت پلزنت. یک فانوس دریایی نیز در دماغهٔ پمبروک در نزدیکی استنلی قرار دارد. بیشتر جاده‌های اندک مجمع‌الجزایر در این جزیره واقع شده‌اند.

## اقتصاد

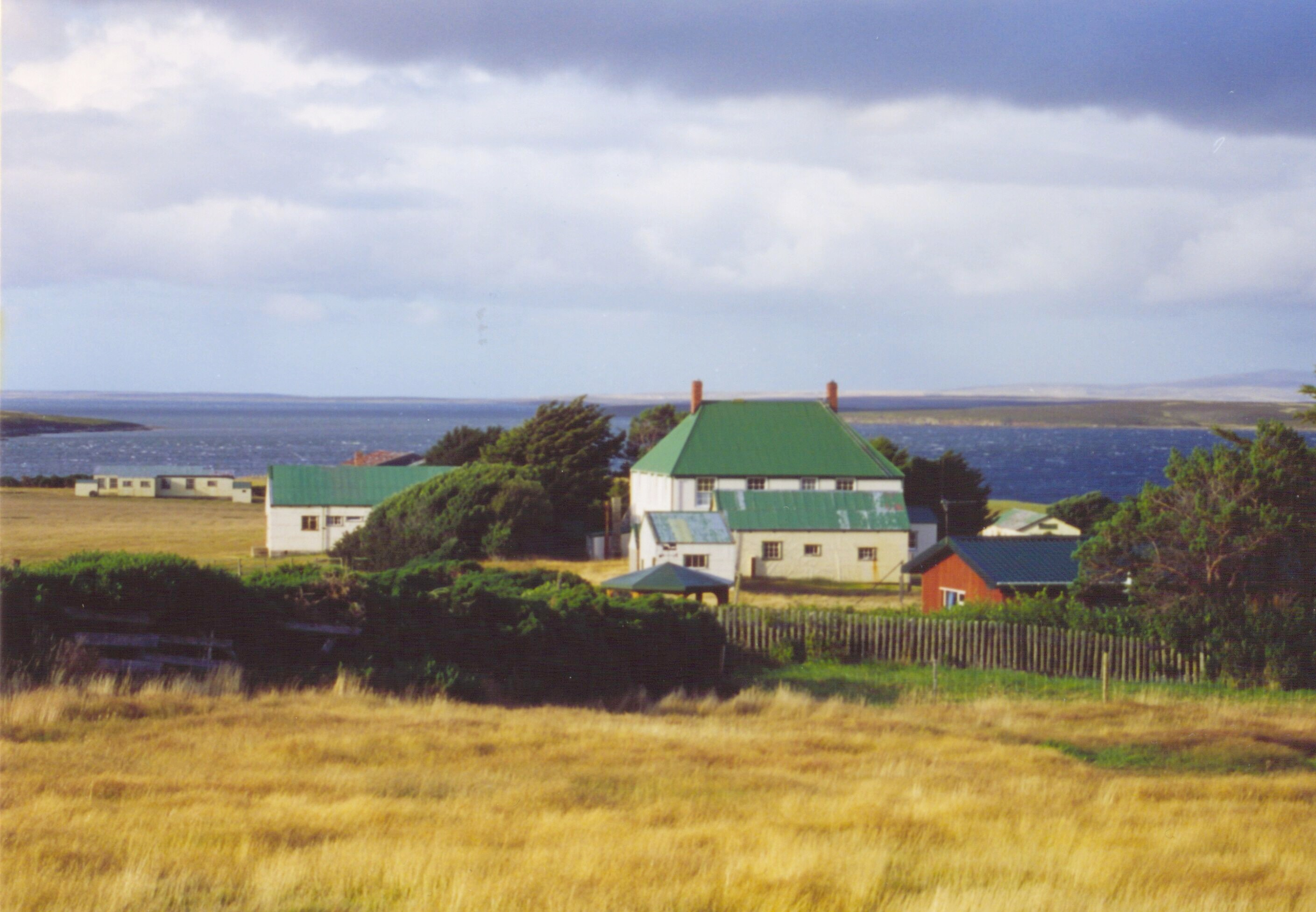
خانه‌ای در فالکلند شرقی (ورودی تیل)

صنایع اصلی این جزیره شامل ماهی‌گیری، پرورش گوسفند و گردشگری هستند. مقدار کمی جو دوسر نیز کشت می‌شود، اما به دلیل رطوبت بالا و خاک اسیدی، زمین عمدتاً برای چرا مناسب است.
از آنجا که استنلی پایتخت جزایر و فالکلند شرقی پرجمعیت‌ترین جزیره است، این جزیره نقش اقتصادیِ مرکزی در مجمع‌الجزایر دارد. امروزه بسیاری از کشتی‌های گردشی در اینجا توقف می‌کنند.
فرودگاه نیروی هوایی سلطنتی ماونت پلزنت نیز نقش اقتصادی بزرگی ایفا می‌کند، زیرا تعداد قابل توجهی از نیروهای نظامی بریتانیا در آن مستقرند. اگرچه شمار این نظامیان تنها چند صد نفر است، اما با توجه به جمعیت کمتر از دوهزار نفرِ جزیره، نقش اقتصادی آن‌ها بسیار چشمگیر است.
صنایع کوچک‌تر شامل پرورش اسب و گاو هستند. همچنین شواهد تازه‌ای از وجود ذخایر باارزش معدنی در جزیره دیده شده است.

## حیات وحش

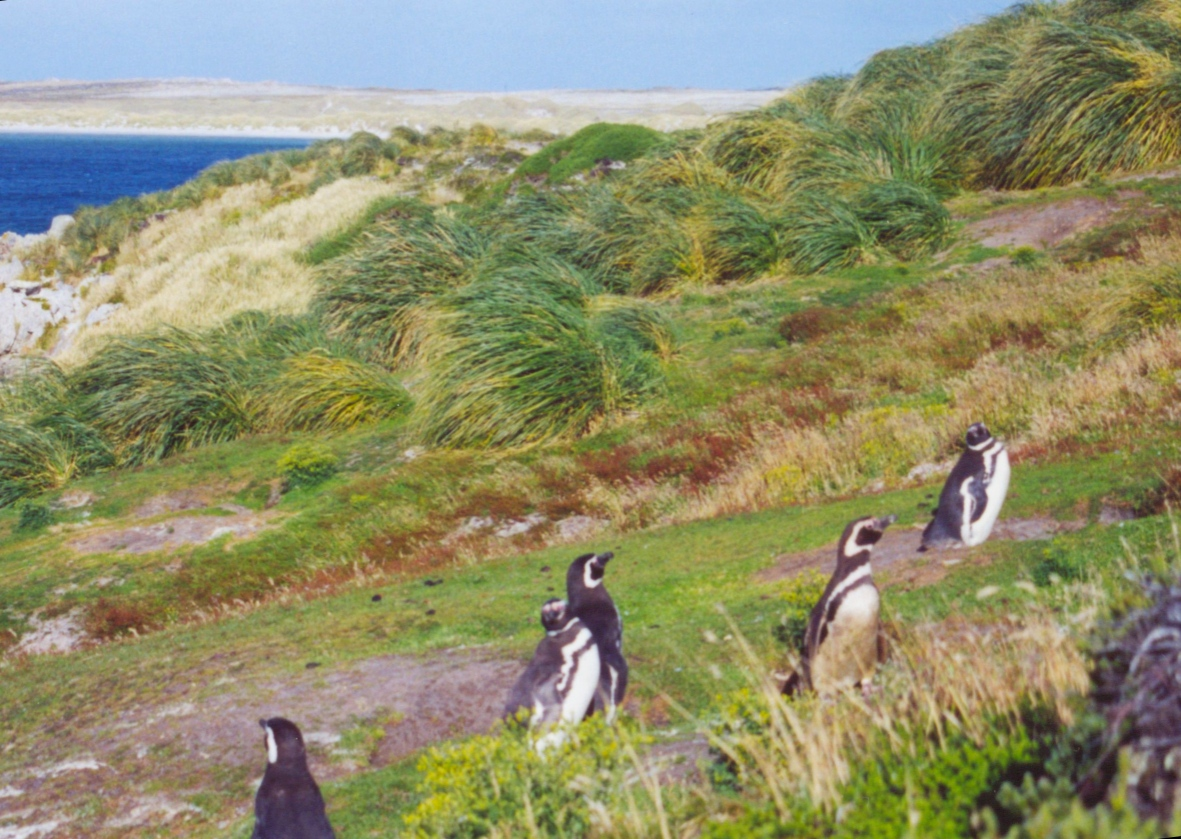
کوف کولی در فالکلند شرقی

به‌دلیل تمرکز بیشتر سکونت انسانی، فالکلند شرقی با مشکلات حفاظتی بیشتری مواجه است. گرگ جزایر فالکلند یکی از نخستین قربانیان این تأثیر بود. چارلز داروین در کتاب سفر بیگل می‌نویسد:
«تنها جانور چهارپای بومی این جزایر، روباه بزرگ‌جثه‌ای شبیه گرگ (Canis antarcticus) است که در هر دو جزیرهٔ فالکلند شرقی و غربی یافت می‌شود. تردیدی ندارم که گونه‌ای خاص است… شمار آن‌ها به‌سرعت کاهش یافته؛ و در حال حاضر از نیمی از جزیره که در شرق باریکهٔ زمینی میان خلیج سن سالوادور و آب‌درهٔ برکلی قرار دارد، ریشه‌کن شده‌اند. به‌احتمال زیاد، ظرف چند سال آینده که جزایر به‌طور کامل مسکونی شوند، این روباه هم‌سرنوشت دودو خواهد شد؛ یعنی حیوانی که از صفحهٔ زمین محو شده است.»
موش صحرایی نیز به این جزیره وارد شده، اما با این حال، تنوع گونه‌های دریایی آن بسیار بالاست و انواع مختلف پنگوئن در آن یافت می‌شوند.
گواناکو در سال ۱۸۶۲ در جنوب فالکلند شرقی، در نزدیکی ماونت پلزنت، معرفی شد تا آلفرد، دوک ساکس-کوبورگ و گوتا در سال ۱۸۷۱ آن‌ها را شکار کند، اما این گونه پس از آن از جزیره منقرض شد، گرچه هنوز در جزیرهٔ اشتاتس یافت می‌شود.
چارلز داروین حیات وحش این منطقه را در جریان سفر خود با HMS Beagle بررسی کرد.

## تاریخ

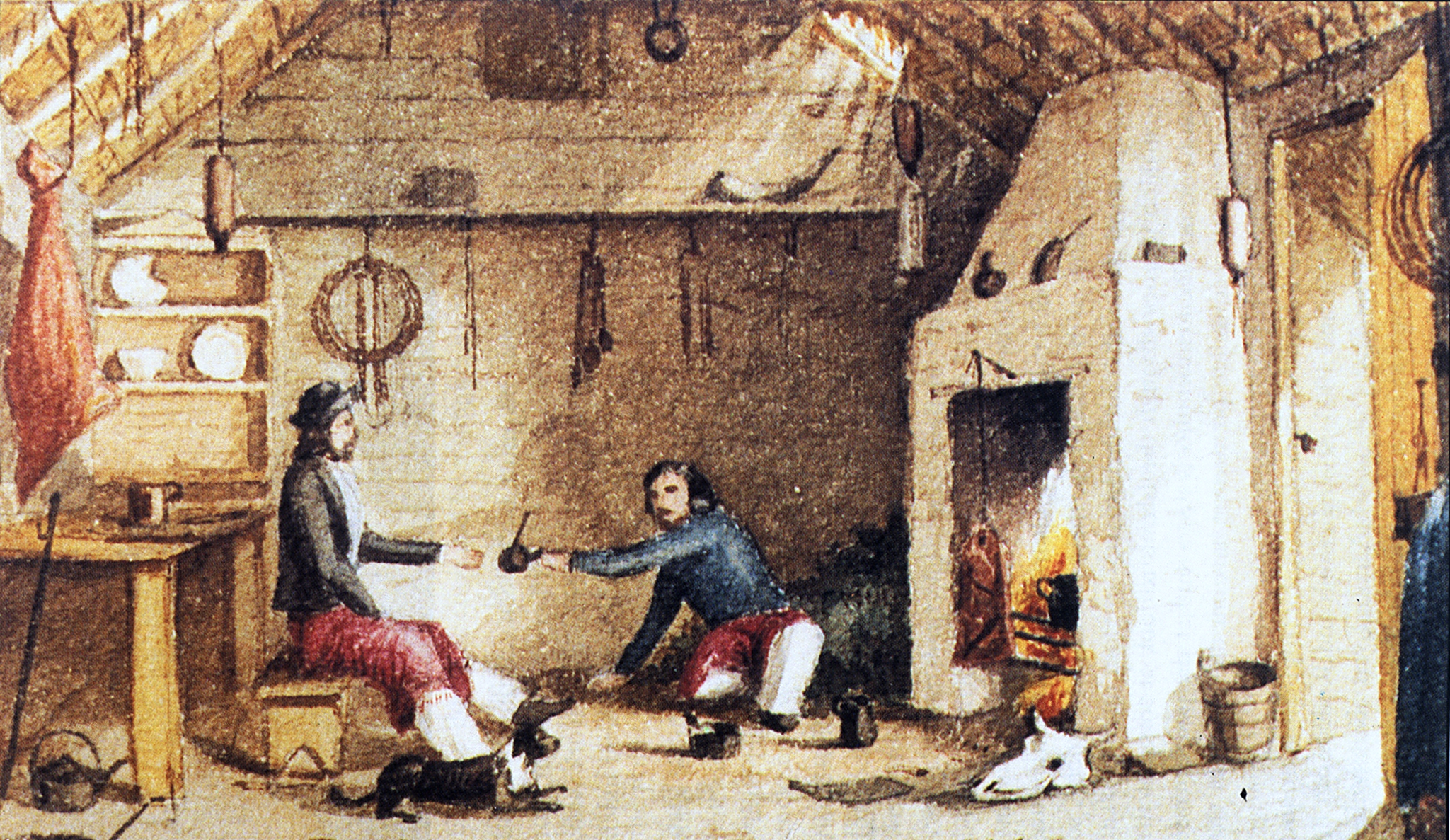
گائوچوهای فالکلند در حال نوشیدن ماته در هوپ پلیس – سالدرو، فالکلند شرقی. آبرنگی از دیل، مدیر هوپ پلیس در دهه ۱۸۵۰.

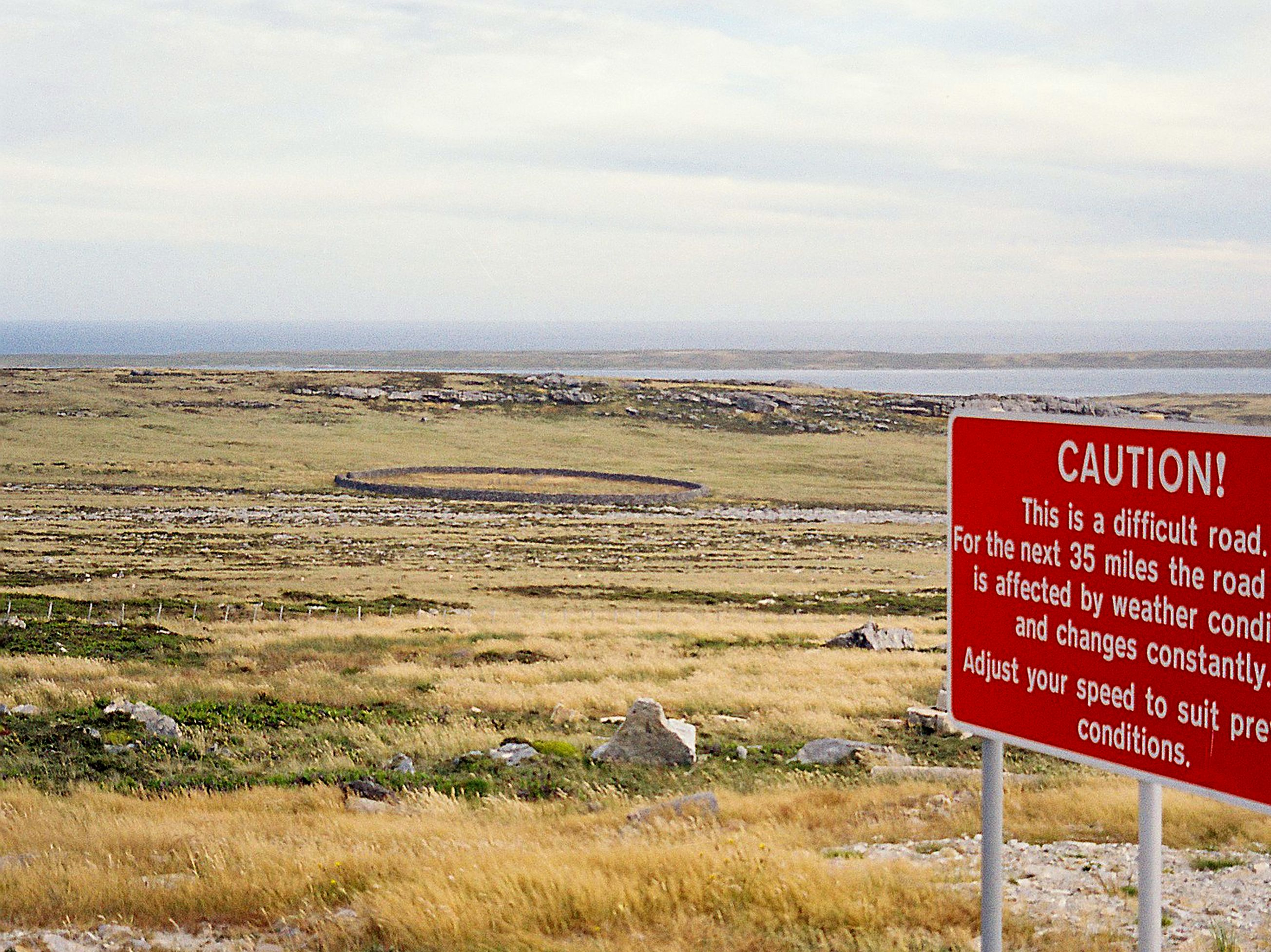
یکی از آغل‌های تاریخی باقی‌مانده در تپهٔ ساپر، نزدیک استنلی

نخستین سکونت‌گاه دائمی در فالکلند شرقی در سال ۱۷۶۴ توسط لویی آنتوان دو بوگنویل در بندر لویی در آب‌درهٔ برکلی بنیان‌گذاری شد. این سکونت‌گاه فرانسوی شامل تعدادی بریتون بود و جزایر با نام "Îles Malouines" (جزایر سن-مالو) شناخته می‌شدند که بعداً به‌صورت اسپانیایی‌شدهٔ "Islas Malvinas" درآمد.
در اکتبر ۱۸۲۰، سرهنگ دیوید جوئت پس از آسیب‌دیدگی کشتی‌اش هیروینا در طوفان، برای پناه به جزایر آمد. جوئت یک کشتی‌دار آمریکایی بود که از سوی تاجر بوئنوس آیرسی پاتریک لینچ (آرژانتین) مأمور شده بود. در ۶ نوامبر ۱۸۲۰، او پرچم استان‌های متحد ریو د لا پلاتا را در بندر لویی برافراشت و جزایر را به نام این کشور (که بعدها آرژانتین شد) تصاحب کرد.
در سال ۱۸۲۳، آرژانتین حقوق ماهی‌گیری را به خورخه پاچکو و لوئیس ورنت اعطا کرد. نخستین تلاش آن‌ها شکست خورد، اما ورنت در سال ۱۸۲۸ موفق شد در پورتو سولداد سکونت‌گاهی پایه‌گذاری کند. او همزمان با کنسول بریتانیا در بوئنوس آیرس در تماس بود و حتی از دولت بریتانیا خواست تا پادگانی دائمی در جزایر تأسیس کند.
در سال ۱۸۲۹، ورنت توسط دولت بوئنوس آیرس به‌عنوان فرماندار منصوب شد. کنسول بریتانیا به این موضوع اعتراض کرد، اما پاسخی دریافت نکرد. ورنت اما بار دیگر تأکید کرد که هدفش صرفاً تجاری است و خواستار حضور بریتانیا در جزایر شد.
ورنت کشتی آمریکایی هَرِیت را به‌دلیل شکستن انحصار شکار فک توقیف کرد. این اقدام با اعتراض شدید کنسول آمریکا در بوئنوس آیرس روبه‌رو شد که گفت ایالات متحده حاکمیت آرژانتین بر جزایر را به‌رسمیت نمی‌شناسد. در پاسخ، کشتی جنگی یو. اس. اس لکسینگتون در سال ۱۸۳۲ به پورتو لوئیس اعزام شد، توپخانه را از کار انداخت، انبار باروت را نابود کرد و چند نفر را به‌عنوان دزد دریایی بازداشت و به مونته‌ویدئو منتقل کرد.
در پی این رویدادها، ورنت استعفا داد و دولت آرژانتین استبان خوزه فرانسیسکو مستی‌ویر را به‌عنوان فرماندار منصوب کرد تا در آنجا مستعمره کیفری ایجاد کند، اما او به‌زودی به دست نیروهای خود کشته شد و سکونت‌گاه دچار هرج‌ومرج شد.
پس از این وقایع، بریتانیا در بازپس‌گیری حاکمیت بریتانیا بر جزایر فالکلند (۱۸۳۳) خواستار خروج نظامیان آرژانتینی شد. پورتو لوئیس به «انسنز هاربر» تغییر نام یافت، اما بعداً دوباره به «پورت لویی» بازگشت.
پس از آن، سفر دوم اچ‌ام‌اس بیگل از جزایر انجام شد و دو سکونت‌گاه داروین (جزایر فالکلند) و فیتزروی (جزایر فالکلند) به افتخار چارلز داروین و رابرت فیتزروی نام‌گذاری شدند.